# Mawangdui

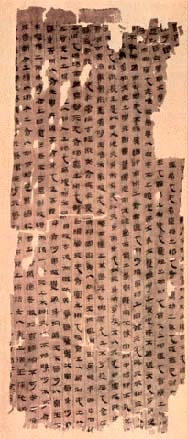
Text taoista descobert en Mawangdui.

Mawangdui (en xinès tradicional: 馬王堆; en xinès simplificat: 马王堆; en pinyin: Mǎ wáng duī) és un jaciment arqueològic xinès situat en Wulibei (五里牌) pocs quilòmetres a l'est de Changsha en la província de Hunan. Marcat per dos túmuls en forma de cadira (mawang és una deformació de dt.'an 馬鞍 cadira"), el jaciment va ser excavat entre 1972 i 1974. Es van descobrir tres tombes de l'època dels Han occidentals (190-168 a C) i que contenien les mòmies del marquès de Dai (軼侯), de la seua esposa (Mòmia Na Dai) i del seu fill. La de la marquesa, que va sobreviure a la seua família, es troba en un excel·lent estat de conservació. Morta entre 168 i 145 a C, reposava en la tomba núm. 1 en una cambra funerària de fusta, embolicada en 20 capes de teixit fixades per nou cinturons, col·locada en quatre fèretres encaixats i envoltats de compartiments per al mobiliari funerari.

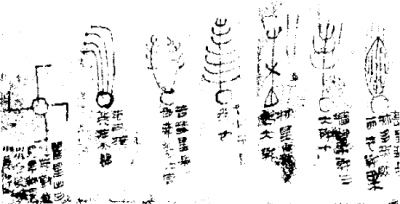
Figures interpretades com a representacions d'estels en un manuscrit de Mawangdui.

Cobertes entre 16 i 20 metres de terra compacta, les tombes estaven envoltades de capes de carbó i argila blanca que van mantenir un grau d'humitat constant, assegurant una preservació sorprenent en tan llarg espai de temps d'objectes de fusta lacada (estoigs de condícia amb trípode, pitxers, culleres, escumadores, copes i gots, gerres, safates, ventalls) i de peces de seda. Entre aquestes últimes, vestits, una banda funerària pintada i nombrosos rotllos manuscrits (boshu 帛書) relacionats en la seua major part amb el corrent taoista, entre ells els documents coneguts més antics sobre medicina xinesa així com Daodejing (dos exemplars) i el Yijing. També hi havia provisions, herbes medicinals, instruments musicals (cítara, òrgan de 22 tubs, cornamuses), 162 figuretes de fusta i maquetes funeràries.
Les tombes, situades a una profunditat d'entre 16 i 20 metres sota terra, s'obrin cap al nord. L'accés en el moment de la sepultura es facilitava per un camí en costa.